# Gruppo cosmonauti TsPK 9
Il Gruppo cosmonauti TsPK 9 è stato selezionato l'8 gennaio 1988 ed è formato da tre aviatori del VVS. Tutti cosmonauti di questo gruppo erano stati selezionati precedentemente nella selezione GKNII 2 (1985), e avevano quindi già svolto l'addestramento generale dello spazio. Durante la loro carriera tutti e tre hanno partecipato almeno ad una missione di lunga durata sulla Mir come Comandanti della stazione.
- Viktor Afanas'ev[1]

Sojuz TM-11 (Mir 8)
Sojuz TM-18 (Mir 15)
Sojuz TM-29 (Mir 27)
Sojuz TM-33/Sojuz TM-32
- Anatolij Arcebarskij[2]

Sojuz TM-12 (Mir 9)
- Gennadij Manakov[3]

Sojuz TM-10 (Mir 7)
Sojuz TM-16 (Mir 13)